# Grandi Giardini Italiani
Grandi Giardini Italiani este o asociație a principalelor grădini din Italia. Ea include cele mai importante grădini din Italia.

## Lista principalelor grădini
- Fondazione Pompeo Mariani (Imperia)
- Giardini Botanici di Stigliano (Roma)
- Giardini Botanici di Villa Taranto (Verbania)
- Giardini Botanici Hanbury (Ventimiglia)
- Giardini della Landriana (Roma)
- Giardini La Mortella (Napoli)
- Giardino Barbarigo Pizzoni Ardemani (Padova)
- Giardino Bardini (Firenze)
- Giardino dell'Hotel Cipriani (Venezia)
- Giardino di Boboli (Firenze)
- Giardino di Ninfa (Latina)
- Giardino di Palazzo del Principe
- Giardino di Villa Gamberaia (Firenze)
- Giardino Ducale di Parma
- Giardino Esotico Pallanca (Imperia)
- Giardino Giusti (Verona)
- Giardini delle mura (Verona)
- Giardino Storico Garzoni (Pistoia)
- Gardens of Trauttmansdorff Castle (Merano)
- Giardino del Biviere (Siracusa)
- Serraglio di Villa Fracazan Piovene (Vicenza)
- Vittoriale degli Italiani (Brescia)
- La Cervara, Abbazia di San Girolamo al Monte di Portofino (Genova)
- Venaria Reale
- Museo Giardino della Rosa Antica (Modena)
- Museo Nazionale di Villa Nazionale Pisani (Venezia)
- Oasi di Porto (Roma)
- Orto Botanico dell'Università di Catania
- Orto botanico di Palermo
- Palazzo Fantini (Forlì)
- Palazzo Parisio (Malta)
- Palazzo Patrizi (Roma)
- Parco Botanico di San Liberato (Roma)
- Parco del Castello di Miramare (Trieste)
- Parco della Villa Pallavicino (Verbania)
- Parco della Villa Reale di Marlia (Lucca)
- Parco di Palazzo Coronini Cronberg (Gorizia)
- Parco di Palazzo Malingri di Bagnolo (Cuneo)
- Parco di Pinocchio (Pistoia)
- Parco Giardino Sigurtà (Verona)
- Parco Idrotermale del Negombo (Napoli)
- Parco Paternò del Toscano (Catania)
- Parco Storico Seghetti Panichi (Ascoli Piceno)
- Varramista Gardens (Pisa)
- Villa Arvedi (Verona)
- Villa Borromeo Visconti Litta (Milano)
- Villa Carlotta (Como)
- Villa del Balbianello (Como)
- Villa Della Porta Bozzolo (Varese)
- Villa d'Este (Como)
- Villa d'Este (Tivoli)
- Villa di Geggiano (Siena)
- Villa Durazzo (S. Margherita Ligure, GE)
- Villa Farnese di Caprarola (Viterbo)
- Villa Grabau (Lucca)
- Villa La Babina (Imola)
- Villa La Pescigola (Massa)
- Villa Lante (Viterbo)
- Villa Melzi d'Eril (Como)
- Villa Montericco Pasolini (Imola)
- Villa Novare Bertani (Verona)
- Villa Oliva-Buonvisi (Lucca)
- Villa Peyron al Bosco di Fontelucente (Firenze)
- Villa Pisani Bolognesi Scalabrin (Padova)
- Villa Poggio Torselli (Firenze)
- Villa San Michele (Napoli)
- Villa Serra (Genova)
- Villa Trento Da Schio (Vicenza)
- Villa Trissino Marzotto (Vicenza)
- Villa Vignamaggio (Firenze)